# Comox-Gletscher
Der Comox-Gletscher (englisch Comox Glacier) ist ein Gletscher auf Vancouver Island in der kanadischen Provinz British Columbia. Er befindet sich 30 km (19 mi) südwestlich von Courtenay und 1 km (1 mi) westlich vom Argus Mountain im Alberni-Clayoquot Regional District.
Die höchste Erhebung des Gletschers, 1.963 m (6.440 ft) hoch, bezieht sich auf einen Felsvorsprung auf der Nordseite des Gletschers. Dieser hat keinen offiziellen Namen und wird als „Comox-Glacier-Gipfel“ bezeichnet.
Der Comox-Gletscher ist Teil der Vancouver Island Ranges, die wiederum Teil der Insular Mountains sind. Er wird vom Comox Creek nach Osten zum Cruickshank River und weiter zum Comox Lake entwässert.

## Geschichte
Der Name „Comox Glacier“ leitet sich vom Namen der K’ómoks First Nation ab, die dieses Gebiet bewohnen. Sie bezeichnen den „Berg Kwénis“, was so viel wie „Wal“ bedeutet. Dieser Name stammt aus einer traditionellen Darstellung der so genannten „Großen Flut“: Ein Wal war einst mit dem Wasser auf das Areal des Berges gelangt. Als die Flut zurückging, war er dort jedoch gefangen. In den frühen 1900er-Jahren war der Gletscher auch unter dem Namen „Dome Glacier“ bekannt. Die Bezeichnung „Comox Glacier“ wurde offiziell im Jahr 1939 auf Vorschlag des Comox & District Mountaineering Clubs eingetragen.

## Zugang
Es gibt zwei direkte Aufstiegsrouten zum Comox-Gletscher:
1. Den „Comox Glacier Trail“ (auch bekannt als „Frog’s Pond Route“), er ist die direkte Route zum Comox-Gletscher. Er beginnt dort, wo der Datsio Creek auf den Comox Creek trifft. Die Route führt zunächst hinab ins Tal in Richtung Century Sam Lake, relativ schnell knickt der Grat dann aber nach Westen ab. Die Route folgt dem Höhengrat bis zum Lone Tree Pass und weiter zur südlichen Flanke des Comox-Gletschers.
2. Die „Kookjai-Route“ beginnt am Cougar Lake, nahe der „Comox-Kluft“. Es wird zunächst der Kookai Mountain und der Black Cat Mountain überquert, bevor er am Lone Tree Pass auf den Comox-Gletscher trifft.

Alternativ kann der Comox-Gletscher nach der Überquerung des Argus Mountain im Westen, oder nach dem Aufstieg vom Milla Lake im Norden erreicht werden.